# Nature Index
Le Nature Index est une base de données qui suit les institutions et les pays/territoires et leur production scientifique depuis sa création en novembre 2014. Initialement publié avec 64 revues de sciences naturelles, en 2018 il est publié avec 82 revues de sciences naturelles, puis 64 revues de sciences de la santé ont été rajoutées en 2023. Chaque année, le Nature Index classe les principales institutions (qui peuvent être des entreprises, des universités, des agences gouvernementales, des instituts de recherche ou des ONG) et les pays en fonction du nombre d'articles scientifiques et de documents publiés dans des revues de premier plan. Ce classement peut également être classé par domaines de recherche individuels, tels que les sciences de la vie, la chimie, la physique ou les sciences de la terre, avec des institutions différentes en tête dans chacun de ces domaines. Le Nature Index a été conçu par Nature Research. Au total, plus de 17 000 institutions sont répertoriées dans le Nature Index.

## Méthodologie
Le Nature Index tente de mesurer objectivement la qualité de la production scientifique des institutions et des pays. Pour cela, seuls les articles publiés dans 145 revues, sélectionnées comme étant « de haute qualité » par des comités indépendants, sont pris en compte. Si des auteurs de plusieurs institutions et/ou pays sont impliqués dans un même article scientifique, celui-ci est divisé en conséquence, en supposant que tous les chercheurs ont été impliqués de manière égale dans l'article. Par exemple, ce « compte fractionnaire » reçu par chaque auteur serait de 0,1 pour un article avec 10 auteurs. Si un auteur est affilié à plus d'une institution, la part de cet auteur est alors subdivisée de manière égale entre les institutions auxquelles il est affilié. Le processus est similaire pour les pays/territoires et les régions, bien que le fait que certaines institutions aient des laboratoires à l'étranger rende le processus plus compliqué, ces laboratoires étant comptabilisés dans leurs pays d'accueil respectifs,.

## État des lieux, tendances récentes (mise à jour 2024)
Selon le classement Nature Index Research Leaders 2024, les institutions chinoises de recherche continuent à progresser, faisant reculer plusieurs grands établissements occidentaux dans le classement. En 2024, l'Académie chinoise des sciences (CAS) conserve sa première place avec une part de 2 776,90, creusant l'écart avec l'université Harvard (en recul de 17,5 % de sa part ajustée). L'université de sciences et technologie de Chine (USTC) atteint la troisième place, suivie par l'université du Zhejiang (4e) et de l'université Jiao Tong de Shanghai (entrante dans le top 10 pour la première fois). 
Le CNRS sort du top 10 pour la première fois (13e), et la société Max Planck chute à la 9e place, avec un recul marqué en chimie et en sciences physiques. Les États-Unis n'ont plus que deux institutions dans le top 10 (contre trois en 2023). L'Université Jilin (19e) et l'Université Tongji (41e) enregistrent les plus fortes progressions (portées par leurs performances en chimie). En sciences biologiques, l'Université du Zhejiang entre dans le top 10, alors que dans le domaine de la santé, seule l'Université Sun Yat-sen représente la Chine dans les dix premières.
Les institutions, même prestigieuses, des États-Unis reculent : l'université Stanford (Californie) passe de la 6e place au classement général en 2022 à la 15e place en 2023 puis à la 16e place en 2024, mais dépassant le MIT de Cambridge en tant que seconde institution la plus forte des États-Unis dans l'indice Nature. Le MIT est 17e en 2024, contre 14e en 2023. Le NIH a quant à lui quitté le top 20 global de l'indice Nature pour la première fois, chutant à la 24e place en 2024 (il a perdu 10 places dans le classement des leaders pour la recherche (Research Leaders) depuis 2022).

## Principales institutions
La liste ci-dessous énumère les 25 principales institutions ayant le plus grand nombre d'articles publiés dans des revues scientifiques selon le Nature Index 2023, valable pour l'année civile 2022:
| Rang | Institution                                           | Pays        | Part (en %) |
| ---- | ----------------------------------------------------- | ----------- | ----------- |
| 1    | Académie chinoise des sciences                        | Chine       | 2,065 %     |
| 2    | Université Harvard                                    | États-Unis  | 1,162 %     |
| 3    | Société Max-Planck pour le développement des sciences | Allemagne   | 0,686 %     |
| 4    | Centre national de la recherche scientifique          | France      | 0,622 %     |
| 5    | Université de l'Académie chinoise des sciences        | Chine       | 0,590 %     |
| 6    | Université Stanford                                   | États-Unis  | 0,587 %     |
| 7    | Université de sciences et technologie de Chine        | Chine       | 0,567 %     |
| 8    | Université de Nankin                                  | Chine       | 0,562 %     |
| 9    | Université de Pékin                                   | Chine       | 0,557 %     |
| 10   | Université Tsinghua                                   | Chine       | 0,524 %     |
| 11   | Helmholtz-Gemeinschaft                                | Allemagne   | 0,512 %     |
| 12   | Université du Zhejiang                                | Chine       | 0,476 %     |
| 13   | Massachusetts Institute of Technology                 | États-Unis  | 0,473 %     |
| 14   | National Institutes of Health                         | États-Unis  | 0,442 %     |
| 15   | Université Jiao-tong de Shanghai                      | Chine       | 0,435 %     |
| 16   | Université Sun Yat-sen                                | Chine       | 0,435 %     |
| 17   | Université de Cambridge                               | Royaume-Uni | 0,428 %     |
| 18   | Université Fudan                                      | Chine       | 0,426 %     |
| 19   | Université d'Oxford                                   | Royaume-Uni | 0,420 %     |
| 20   | Université de Tokyo                                   | Japon       | 0,394 %     |
| 21   | Université Yale                                       | États-Unis  | 0,381 %     |
| 22   | Université de Pennsylvanie                            | États-Unis  | 0,372 %     |
| 23   | Université du Michigan                                | États-Unis  | 0,366 %     |
| 24   | Université de Toronto                                 | Canada      | 0,361 %     |
| 25   | EPFZ                                                  | Suisse      | 0,352 %     |

## Principaux pays
La liste ci-dessous énumère les 25 principaux pays ayant le plus grand nombre d'articles publiés dans des revues scientifiques selon le Nature Index 2023, valable pour l'année civile 2022:
| Rang | Pays         | Part (en %) |
| ---- | ------------ | ----------- |
| 1    | États-Unis   | 21,473 %    |
| 2    | Chine        | 20,051 %    |
| 3    | Allemagne    | 4,555 %     |
| 4    | Royaume-Uni  | 3,967 %     |
| 5    | Japon        | 2,960 %     |
| 6    | France       | 2,316 %     |
| 7    | Canada       | 1,791 %     |
| 8    | Corée du Sud | 1,635 %     |
| 9    | Suisse       | 1,421 %     |
| 10   | Australie    | 1,373 %     |
| 11   | Inde         | 1,280 %     |
| 12   | Italie       | 1,267 %     |
| 13   | Espagne      | 1,219 %     |
| 14   | Pays-Bas     | 1,116 %     |
| 15   | Suède        | 0,800 %     |
| 16   | Israël       | 0,661 %     |
| 17   | Danemark     | 0,575 %     |
| 18   | Singapour    | 0,551 %     |
| 19   | Taïwan       | 0,453 %     |
| 20   | Russie       | 0,448 %     |
| 21   | Belgique     | 0,446 %     |
| 22   | Autriche     | 0,425 %     |
| 23   | Brésil       | 0,328 %     |
| 24   | Pologne      | 0,297 %     |
| 25   | Finlande     | 0,269 %     |